# Hakuba Happō-one
Hakuba Happō-one (jap. 白馬八方尾根スキー場 Hakuba Happō-one Sukī-jō) – największy z wielu ośrodków narciarskich, stworzonych w górach wokół doliny Hakuba w Japonii, w Alpach Północnych (Hida-sanmyaku) (prefektura Nagano). 
W 1998 r. w czasie Zimowych Igrzysk Olimpijskich w Nagano rozegrano tu zawody w biegu zjazdowym i supergigancie.

## Galeria

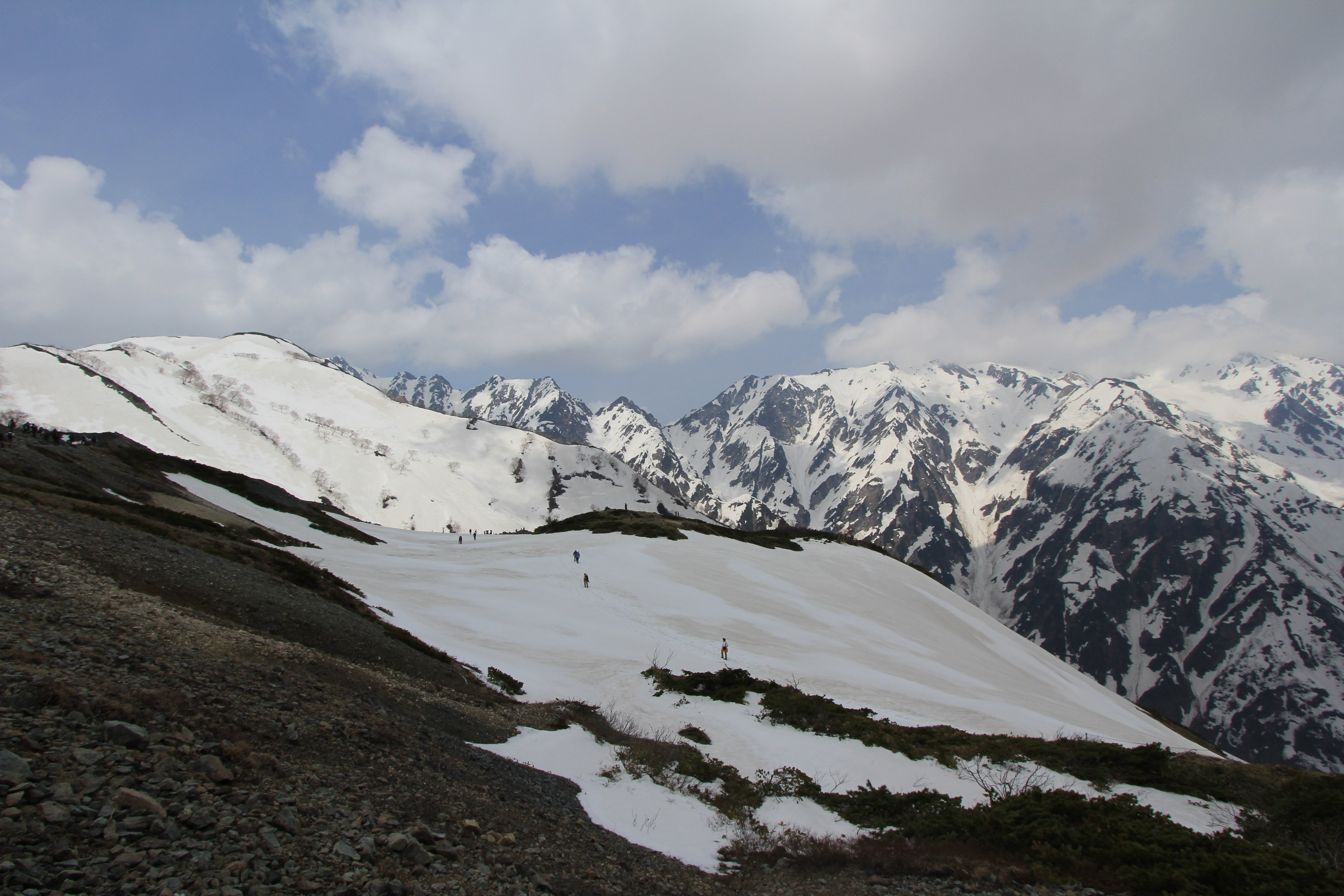
Panorama Happō-one
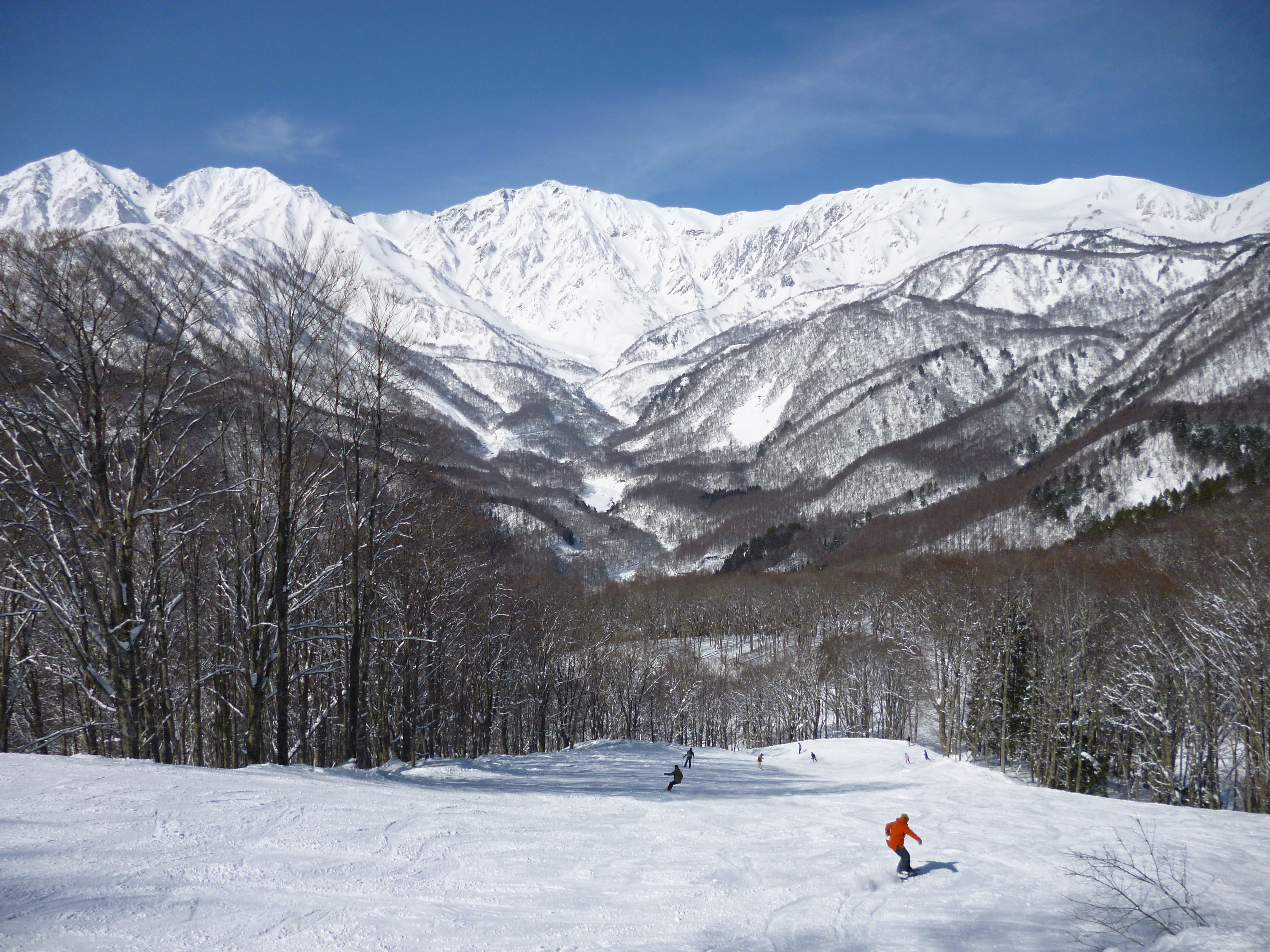
Trasa zjazdowa Hakuba Iwatake, w głębi góra Shirouma
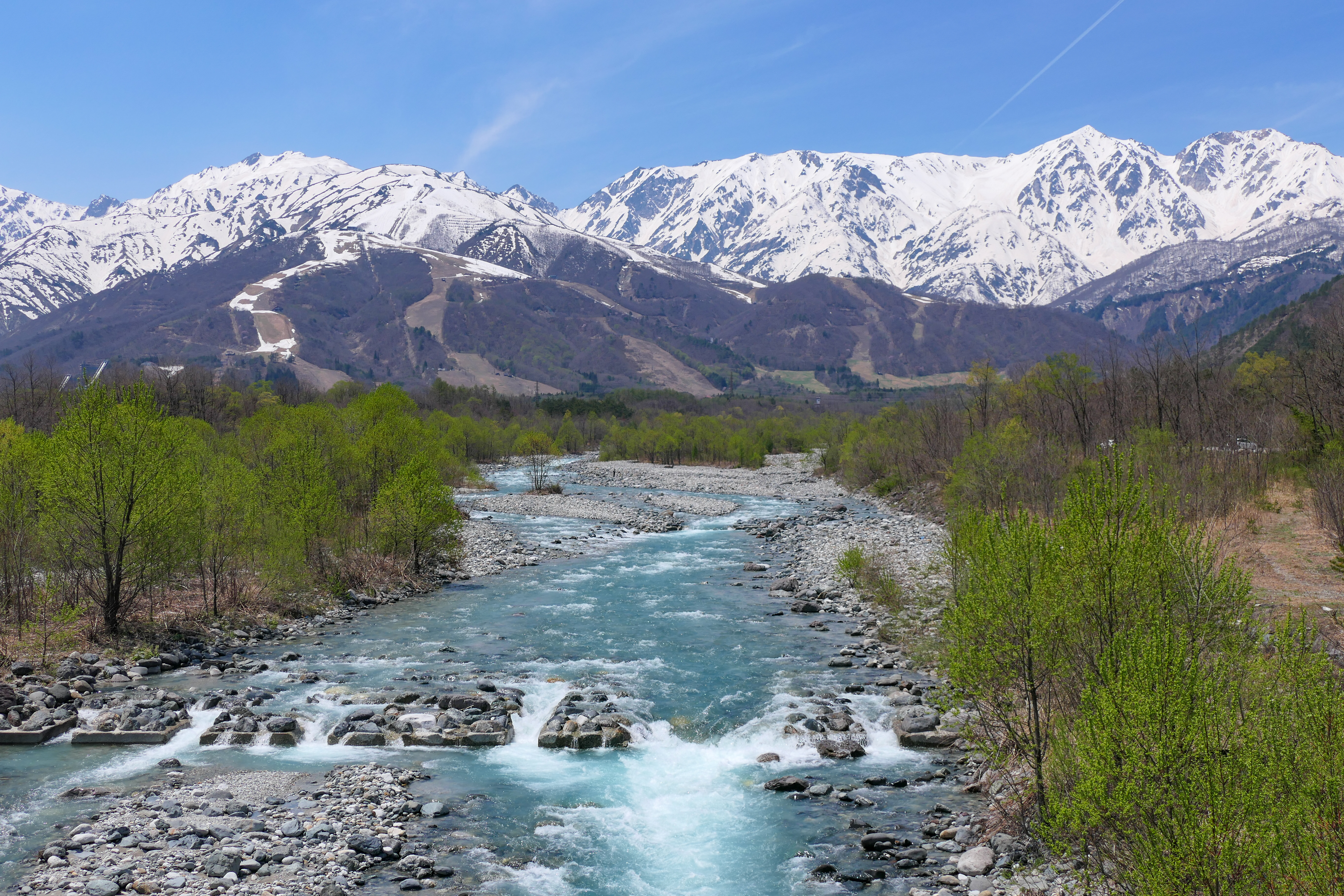
Góra Shirouma (pasmo Ushiro-Tateyama) i rzeka Matsu przepływająca przez Hakubę
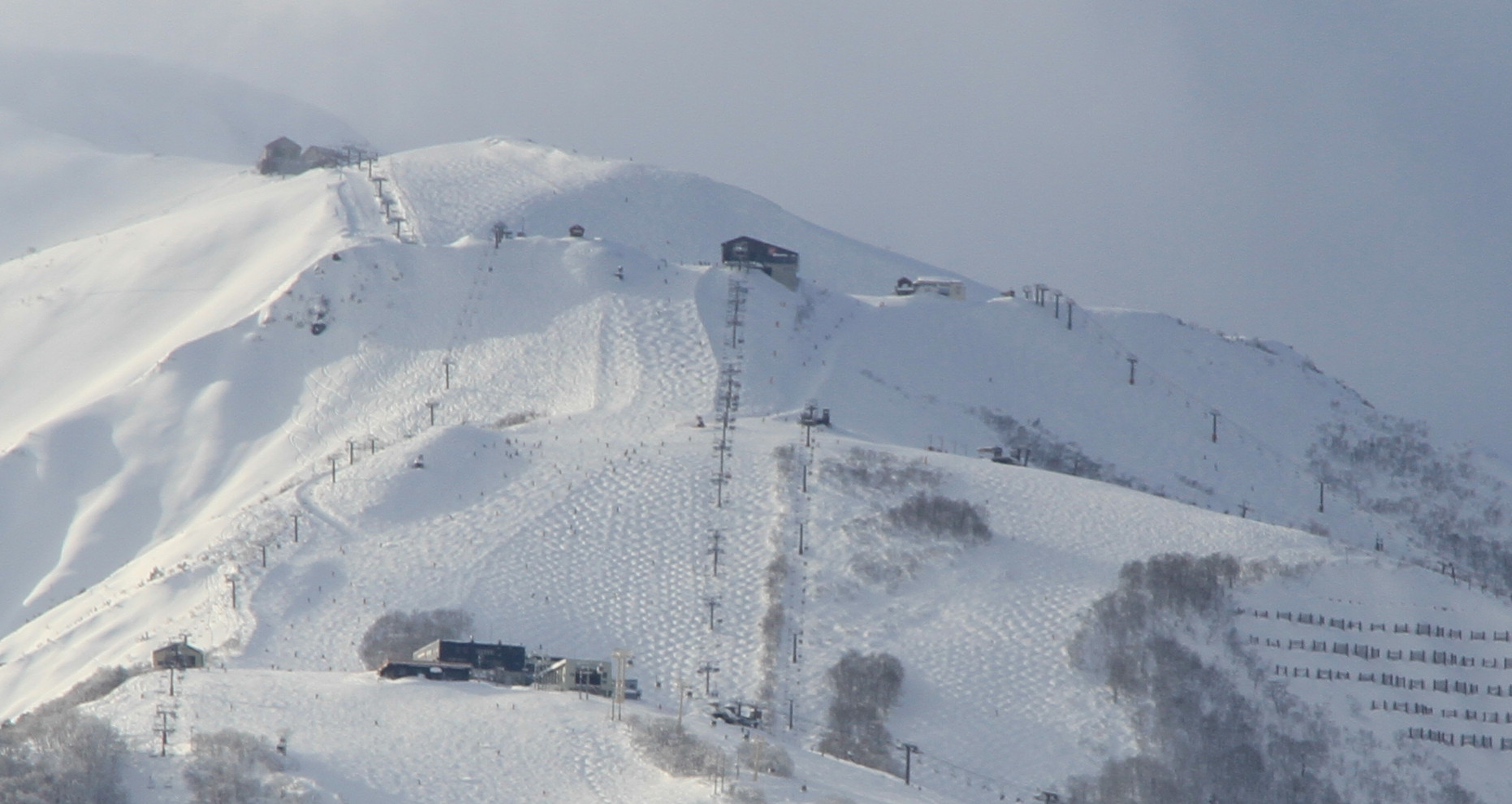
Górna część Happō-one